# Euphyia balteata
Euphyia balteata là một loài bướm đêm trong họ Geometridae.